# (1571) Cesco
(1571) Cesco – planetoida z grupy pasa głównego asteroid okrążająca Słońce w ciągu 5 lat i 217 dni w średniej odległości 3,15 au. Została odkryta 20 marca 1950 roku w obserwatorium w La Plata przez Miguela Itzigsohna. Nazwa planetoidy pochodzi od braci Reynaldo Cesco i Carlosa Cesco, argentyńskich astronomów. Przed nadaniem nazwy planetoida nosiła oznaczenie tymczasowe (1571) 1950 FJ.